# Eudalaca
Eudalaca is een geslacht van vlinders van de familie wortelboorders (Hepialidae).

## Soorten
- E. aequifascia (Gaede, 1930)
- E. albiplumis (Warren, 1914)
- E. albistriata (Hampson, 1910)
- E. ammon (Wallengren, 1860)
- E. amphiarma (Meyrick, 1926)
- E. aurifuscalis (Janse, 1942)
- E. bacotii (Quail, 1900)
- E. cretata (Distant, 1897)
- E. crossosema (Meyrick, 1921)
- E. crudeni (Janse, 1942)
- E. eriogastra (Meyrick, 1921)
- E. exul (Herrich-Schäffer, 1853)
- E. gutterata (Janse, 1942)
- E. hololeuca (Hampson, 1910)
- E. holophaea (Hampson, 1910)
- E. homoterma (Meyrick, 1921)
- E. ibex (Wallengren, 1860)
- E. infumata (Janse, 1942)
- E. isorrhoa (Meyrick, 1921)
- E. leniflua (Janse, 1942)
- E. leucocyma (Hampson, 1910)
- E. leucophaea (Janse, 1919)

- E. minuscula (Janse, 1942)
- E. nomaqua (Walker, 1856)
- E. orthocosma (Janse, 1942)
- E. rivula (Janse, 1942)
- E. rufescens (Hampson, 1910)
- E. sanctahelena Viette, 1951
- E. semicanus (Janse, 1919)
- E. troglodytis (Janse, 1919)
- E. vaporalis (Meyrick, 1921)
- E. vindex (Meyrick, 1939)
- E. zernyi (Viette, 1950)